# Alessandro Camon
Alessandro Camon (Padova, 7 giugno 1963) è uno sceneggiatore, scrittore e produttore cinematografico italiano, che lavora prevalentemente negli Stati Uniti.

## Biografia
Alessandro Camon è nato a Padova, figlio dello scrittore Ferdinando Camon e della giornalista Gabriella Imperatori. Dopo essersi laureato in filosofia presso l'Università di Padova, con una tesi sull'estetica della violenza nel cinema dagli anni sessanta, inizia a farsi le ossa come critico cinematografico e scrivendo articoli per diverse riviste. Tra i suoi scritti vi sono dei saggi su John Milius e David Lynch.
Negli anni novanta si trasferisce negli Stati Uniti, dove frequenta un master alla UCLA. Dopo alcuni anni riesce ad avviare un'attività come produttore cinematografico, il primo film, in cui veste i panni di produttore esecutivo, è Il corvo 2. In seguito produce New Rose Hotel di Abel Ferrara e American Psycho di Mary Harron.
Nel corso degli anni è produttore esecutivo di pellicole come Undertow, Thank You for Smoking e Fur - Un ritratto immaginario di Diane Arbus. Nel 2008 debutta come sceneggiatore con la produzione italiana K. Il bandito, in seguito scrive a quattro mani con Oren Moverman, Oltre le regole - The Messenger, che vale ai due l'Orso d'Argento alla miglior sceneggiatura alla 59ª edizione del Festival di Berlino e la nomination agli Oscar 2010.
Tra gli altri film da lui prodotti vi sono Il cattivo tenente - Ultima chiamata New Orleans di Werner Herzog e Wall Street - Il denaro non dorme mai di Oliver Stone.

### Vita privata
È sposato con la produttrice britannica Suzanne Warren. Con la moglie e i figli vive negli Stati Uniti.

## Filmografia

### Sceneggiatore
- K. Il bandito, regia di Martin Donovan (2007)
- Oltre le regole - The Messenger, regia di Oren Moverman (2009)
- Jimmy Bobo - Bullet to the Head, regia di Walter Hill (2012)

### Produttore
- Il corvo 2 (The Crow: City of Angels), regia di Tim Pope (1996)
- Blackout (The Blackout), regia di Abel Ferrara (1997)
- New Rose Hotel, regia di Abel Ferrara (1998)
- American Psycho, regia di Mary Harron (2000)
- Il corvo 3 - Salvation (The Crow: Salvation), regia di Bharat Nalluri (2003)
- The Cooler, regia di Wayne Kramer (2003)
- Owning Mahowny, regia di Richard Kwietniowski (2003)
- Love Object, regia di Robert Parigi (2003)
- Never Die Alone, regia di Ernest R. Dickerson (2004)
- Undertow, regia di David Gordon Green (2004)
- Thank You for Smoking, regia di Jason Reitman (2005)
- In viaggio con Evie (Driving Lessons), regia di Jeremy Brock (2006)
- Fur - Un ritratto immaginario di Diane Arbus (Fur: An Imaginary Portrait of Diane Arbus), regia di Steven Shainberg (2006)
- Mutant Chronicles, regia di Simon Hunter (2008)
- Il cattivo tenente - Ultima chiamata New Orleans (The Bad Lieutenant: Port of Call - New Orleans), regia di Werner Herzog (2009)
- Wall Street - Il denaro non dorme mai (Wall Street: Money Never Sleeps), regia di Oliver Stone (2010)

## Riconoscimenti
- Genie Award 2004
  - Candidatura al miglior film per Owning Mahowny
- Festival internazionale del cinema di Berlino 2009
  - Orso d'argento per la migliore sceneggiatura per Oltre le regole – The Messenger
- Independent Spirit Awards 2010
  - Candidatura per la Miglior sceneggiatura per Oltre le regole – The Messenger
- Premi Oscar 2010
  - Candidatura per la Miglior sceneggiatura originale per Oltre le regole – The Messenger